# Wim Stas
Wim Stas (Huizingen, 19 september 1970) is een Belgisch dirigent, muziekpedagoog, trompettist en cornettist.

## Levensloop
Stas kreeg op tienjarige leeftijd cornetles van Karel Tordeurs in de schoot van de Koninklijke Fanfare "De Vrijheidsvrienden" Huizingen. Verdere lessen kreeg hij aan de Muziekacademie van Alsemberg-Huizingen. Hij studeerde eerst aan het Koninklijk Conservatorium te Brussel notenleer, transpositie, piano, pianobegeleiding en harmonieleer. Aansluitend wisselde hij aan het Koninklijk Conservatorium van Gent waar hij analyse studeerde. Ten slotte behaalde hij aan het Koninklijk Vlaams Conservatorium te Antwerpen de meestergraad voor uitvoerend musicus trompet. Zijn leraren waren onder andere Guido Segers, Alain Roelant  en de Theo Mertens. Hij behaalde eveneens een bachelordiploma in Musicologie aan KU Leuven.
Als trompetsolist verzorgde hij optredens met het Nationaal Orkest van België, het Europees Filharmonisch Orkest en Il Novicento. Hij werd in 1996 laureaat van het Concours International Darlier in Brussel. Bij de Brassband Buizingen is hij soprano cornettist. Hij maakt ook deel uit van het Flanders Trumpet Quartet.
Als docent is hij verbonden aan de Academie "Orfeus", Alsemberg en aan de Muziekacademie Sint-Pieters-Woluwe. Als gast-leraar was hij ook in Franschhoek, deelgemeente van Stellenbosch in Zuid-Afrika.
Stas is dirigent van de Koninklijke Brass Band Alsemberg en de Koninklijke Fanfare "De Vrijheidsvrienden" Huizingen (sinds 2001).
In januari 2009 werd Stas aangesteld tot de officiële gemeentecomponist van Beersel. In 2010 mocht hij zijn Beerselse Hymne voorstellen aan het grote publiek. Het werk is de officiële gemeentehymne en tracht de vijf deelgemeentes van Groot-Beersel weer te geven.